# لئوناردو فونتانسی
لئوناردو فونتانسی (انگلیسی: Leonardo Fontanesi؛ زادهٔ ۲۰ فوریهٔ ۱۹۹۶) بازیکن فوتبال اهل ایتالیا است.
از باشگاه‌هایی که در آن بازی کرده‌است می‌توان به باشگاه فوتبال برشا، باشگاه فوتبال چزنا، و باشگاه فوتبال ساسولو اشاره کرد.
وی همچنین در تیم ملی فوتبال زیر ۲۱ سال ایتالیا بازی کرده‌است.